# Biskupie (dzielnica Kijowa)
Biskupie (ukr. Біскупщина) – historyczna niwa w przylegająca do dzielnicy  Padół, między Wzgórzem Zamkowym, Wałem Dolnym a Szczekawicą.  
Nazwa Biskupie pojawiła się po raz pierwszy w roku 1604 na określenie kwartału ziemi wydzierżawionej  przez Zygmunta III Wazę biskupowi Wereszczańskiemu z przeznaczeniem na rozbudowę klasztoru Dominikanów. Rozciągała się od rzeczki Hłuboczycy (później Kanawa) do Dniepru i od Jeziora Jordańskiego do Szczekowicy i zameczku biskupiego na Kudriawcu. W roku 1660 po wypędzeniu zakonników nazwa ta zanika. Do Biskupszczyzny przylega Targ Żytni oraz  Monaster św. Flora. Dawniej na terenie Biskupszczyzny wznosiła się nieistniejąca już katolicka Katedra św. Zofii w Kijowie.
Nazwa ta funkcjonuje również we współczesnym języku ukraińskim.